# Leo Leeb-Lundberg
Gustaf Leo Valdemar Leeb-Lundberg. född 27 maj 1880 i Fjälkestads församling, Kristianstads län, död 20 oktober 1927 i Stockholm, var en svensk skolledare, målare och tecknare.
Han var son till komminister Gustaf Lundberg och Leontine Leeb och från 1911 gift med Kristina Lovisa Traung samt far till Louise Stahl. Leeb-Lundberg studerade moderna språk i Lund och disputerade 1909 i anglistik för filosofie doktorsgrad. Parallellt med sina akademiska studier studerade han periodvis konst vid olika målarskolor i Köpenhamn 1907–1908 och 1909 studerade han vid Zahrtmanns målarskola. Under sommaren 1910 vistades han i Lillehammer och målade under Henrik Sørensens handledning. Som prins Eugen-stipendiat studerade han vid Académie Russe, Académie Colarossi och vid André Lhotes ateljé 1911–1913. Till hans umgängeskrets i Paris hörde Carl Frisendahl och han lärde känna Georg Pauli som kom att bli en diskussionspartner i strömmarna av den nya konsten som utvecklades under 1910-talet. Han kom senare att som medhjälpare till Pauli utföra ett antal freskmålningar på Jönköpings läroverk 1913. Han var en av deltagarna som tävlade i den dekorativa utformningen av vigselrummet i Stockholms rådhus 1913, tävlingsbidraget ställdes senare ut på Skånska konstmuseum i Lund 1956. Hans konst består av stilleben, porträtt och landskapsmålningar utförda i olja eller akvarell. Som tecknare medverkade han med illustrationer för tidskriften Strix. Vid sidan av sitt konstnärskap arbetade han som lärare och blev adjunkt i Borås 1916, lektor 1917 och rektor i Luleå 1921 samt rektor vid Jönköpings högre allmänna läroverk 1926.